# Węgierka (dopływ Orzyca)
Węgierka (dawniej: Węgra, Mrówka) – rzeka, prawy dopływ Orzyca o długości 46,23 km. 
Rzeka bierze początek u podnóża wzgórza Czubak (211 m n.p.m.) na obszarze Wzniesień Mławskich. W pobliżu wsi Rzęgnowo przecina drogę wojewódzką 616 i płynie dalej przez Wysoczyznę Ciechanowską, mijając miejscowości: Kosmowo, Pawłowo Kościelne, Zberoż, Węgra, Olszewiec, Grójec, Obrąb, Klewki. Następnie przepływa przez Przasnysz a potem, w miejscowości Dobrzankowo przepływa pod drogą krajową 57 i przyjmuje lewy dopływ – Morawkę. Dalej przepływa obok miejscowości: Bogate, Wielodróż, Szczuki, Szlasy Bure, Węgrzynowo, Kobylinek. Uchodzi do Orzyca pod Młodzianowem.